# Geschiedenis van de sociologie
De sociologie als academische discipline is ontstaan aan het einde van de 19e eeuw. De term en de idee van sociologie gaat echter terug tot kort na de Franse Revolutie als een ideaal van een positivistische wetenschap ter bestudering van de samenleving. Zij kwam voort uit het Verlichtingsdenken en de groeiende succes en status van de wetenschap. Het analyseren van de samenleving in bredere zin heeft echter haar oorsprong in de sociale filosofie en is dan ook van veel vroeger datum.

## Achtergrond
De moderne academische sociologie is ontstaan als een reactie op de moderniteit, kapitalisme, urbanisatie, rationalisatie en secularisatie; meer specifiek de opkomst van de moderne natiestaat, zijn sociale instituties, het proces van socialisatie, en de middelen van toezicht. De focus op het concept van de moderniteit, in plaats van de Verlichting, onderscheidt het sociologische discours van dat van de klassieke politieke filosofie.
In relatief korte tijd maakte de discipline een sterke uitbreiding en diversificatie door, zowel thematisch als methodologisch, met name als gevolg van de vele reacties op de sterk empiristische en postivistische insteek van de vroege vertegenwoordigers van de sociologie. In de sociologie heeft de theoretische discussie over de relatie tussen actor en structuur (in het Engels structure and agency) altijd een centrale plaats ingenomen. De ene stroming nam de handelende persoon (actor) als uitgangspunt, de andere de werking van instituties als de staat, sociale klasse en de kerk. De hedendaagse sociale theorie poogt beide benaderingen te verenigen. Naast het postmodernisme, dat leidde tot een hausse aan abstracte theorieën, zagen nieuwe kwantitatieve methoden voor gegevensverzameling het licht.
Sociaalwetenschappelijk onderzoek is voortgekomen uit de sociologie, maar heeft inmiddels een zekere mate van autonomie verworven, daar beoefenaars van andere disciplines zich er ook in verdiepen. Het begrip sociale wetenschap is opgekomen als hyperoniem voor de verschillende disciplines die de maatschappij of de menselijke cultuur bestuderen.

## Voorlopers vanaf de Klassieke Oudheid
Het sociologisch denken kan worden teruggevoerd tot de oude Grieken, getuige bijvoorbeeld Xenophanes' bewering "Als paarden de goden zouden aanbidden, dan zouden die goden op paarden lijken". Proto-sociologische waarnemingen zijn te vinden in teksten van de westerse filosofie van onder meer Herodotus, Thucydides, Plato, Polybios enzovoort, alsmede in het niet-Europese gedachtegoed van figuren, zoals Confucius.
De kenmerkende trends in het sociologische denken van de oude Grieken kunnen worden herleid tot de sociale omgeving. Omdat er in die tijd zelden uitgebreide of sterk gecentraliseerde politieke organisaties binnen de stadstaten bestonden, kon de tribale geest van lokalisme en provincialisme vrij spel hebben. Lokalisme en provincialisme doordrongen dan ook een groot deel van het Griekse denken over sociale fenomenen.
De oorsprong van het Engelse begrip survey, vertaald veldonderzoek, is terug te voeren op het Domesday Book besteld door koning Willem I in 1086.
Er bestaan aanwijzingen van vroege islamitische sociologie uit de 14e eeuw. Zo gaf Ibn Khaldun (1332-1406) in zijn boek De Muqaddima (later vertaald als Prolegomena in het Latijn) in zeven delen, een eerste aanzet tot een analyse van de universele geschiedenis. Verder ging dit werk ook dieper in op sociale filosofie en sociale wetenschappen, waarbij er theorieën waren geformuleerd over sociale cohesie en sociale conflicten. Door sommigen wordt hij daarom gezien als de voorloper van de sociologie.

## Oorsprong van het vakgebied

### Comte, Spencer en Marx

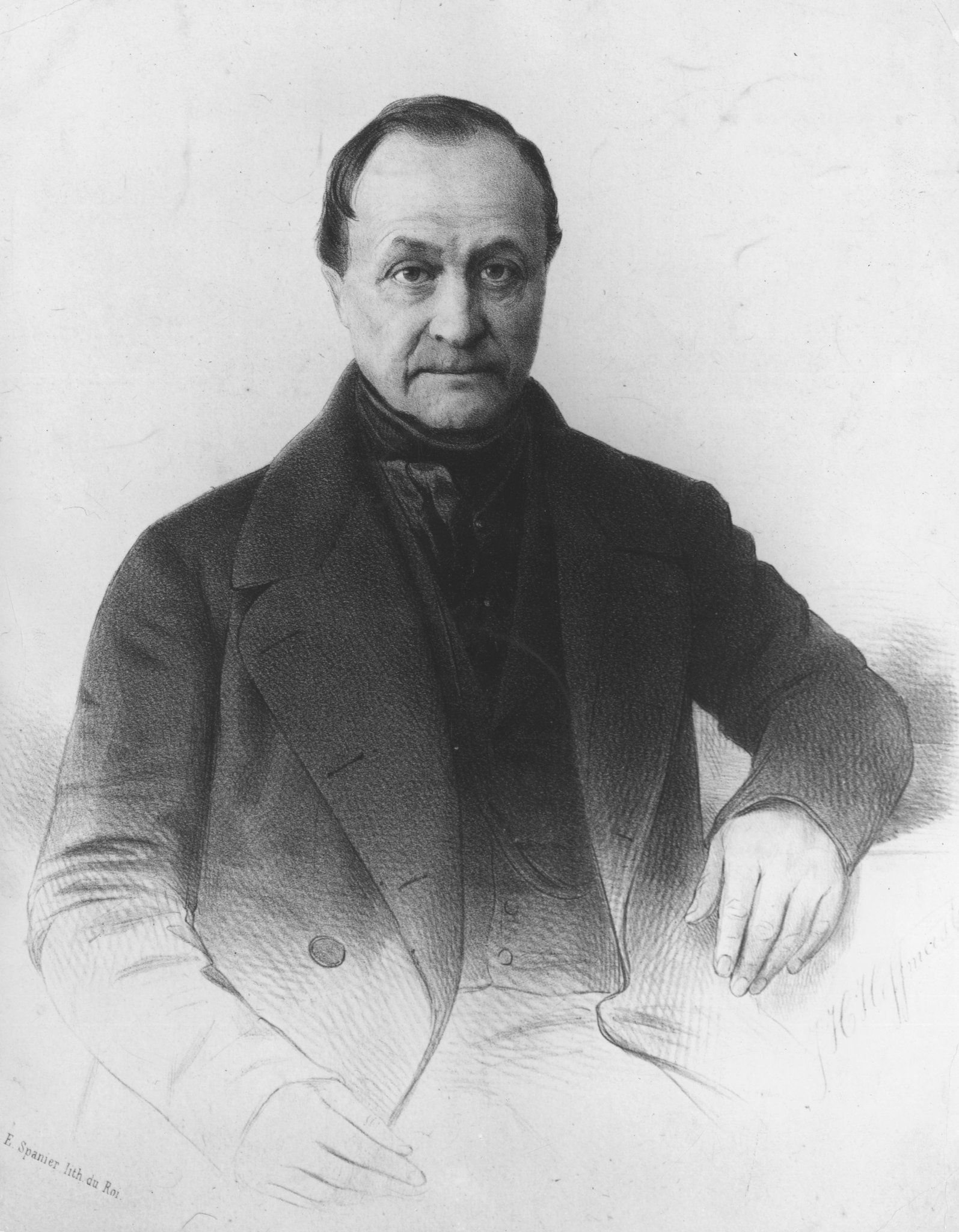
Auguste Comte

De term "Sociologie" werd geïntroduceerd door de Franse essayist Emmanuel Joseph Sieyès (1748-1836). Het begrip stamt van het Latijnse socius, "metgezel", en het achtervoegsel -logie, "de studie van". Onafhankelijk hiervan werd de term opnieuw geïntroduceerd als een neologisme door de Franse denker Auguste Comte (1798-1857) in 1838. Comte had zijn eigen werk eerder bestempeld als "sociale fysica", maar die term was toegeëigend door anderen, met name de Belgische statisticus Adolphe Quételet (1796-1874).
Voortbouwend op het gedachtegoed van de Verlichting en de politieke filosofen van het sociaal contract, hoopte Comte alle studies van de mensheid te kunnen verenigen door middel van het wetenschappelijk inzicht in de sociale sfeer. Hij geloofde dat het menselijk leven verschillende historische stadia doorliep, en dat, als men deze vooruitgang kon begrijpen, men remedies kon voorschrijven voor alle sociale kwalen. Sociologie was in het schema van Comte de "koningin der wetenschap". De opkomst van alle fysische wetenschappen zou onvermijdelijk leiden tot de meest fundamentele en lastige wetenschap van de menselijke samenleving zelf. Comte is door deze oorspronkelijke ideeën beschouwd als de "vader van de sociologie". Comte publiceerde zijn bredere wetenschapsfilosofie in het werk Cours de Philosophie Positive [1830-1842], terwijl hij zijn visie op het positivisme uit de doeken deed in Discours sur l'ensemble du positivisme (1865), waarin hij tevens de specifieke doelen van de sociologie benadrukte.
In zijn latere leven ontwikkelde Comte een seculaire "religie van de mensheid", die naar zijn zeggen, in de positivistische samenleving de cohesieve functie van de traditionele eredienst kon vervullen. In 1849 stelde hij een hervorming van de kalender voor tot een zogenaamde "positivistische kalender". Volgens de tijdgenoot John Stuart Mill was het mogelijk om onderscheid te maken tussen de "goede Comte", de auteur van de Cours de Philosophie Positive, en de "slechte Comte", de auteur van het seculier-religieuze systeem. Het systeem zelf was niet succesvol, maar ondervond wel enige steun met de publicatie van Darwins On the Origin of Species. Het beïnvloedde de verspreiding van verschillende humanistische organisaties in de 19e eeuw, mede door het werk van de seculieren, zoals George Holyoake en Richard Congreve. Hoewel de Engelse volgelingen van Comte, waaronder George Eliot en Harriet Martineau, het grootste deel van zijn systeem afwezen, hadden ze wel bewondering voor het idee van een religie van de mensheid en zijn gebod "vivre pour altrui": ofwel "leven voor anderen", waar het woord "altruïsme" vandaan komt.

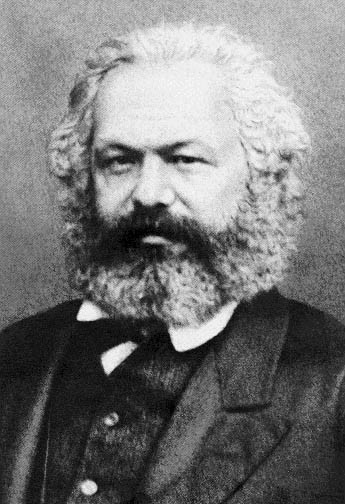
Karl Marx.

Comtes ideeën over sociale evolutie vertonen gelijkenis met Karl Marx' opvattingen over de menselijke samenleving, wiens vooruitgang zou uitmonden in communisme. Dit is niet verwonderlijk want beiden waren sterk beïnvloed door de ideeën van de utopisch socialist Henri de Saint-Simon (1760-1825), die eens Comtes mentor was. Beide denkers werkten aan een nieuwe wetenschappelijke ideologie in het kielzog van de Europese ontwikkeling van secularisatie. In de traditie van het hegelianisme verwierp Marx de positivistische methode, en deed een poging een eigen wetenschap van de maatschappij te ontwikkelen. Toen de sociologie later een bredere betekenis kreeg, werd Marx hierdoor ook erkend als een van de grondleggers. Isaiah Berlin beschreef Marx zelfs als de "echte vader" van de moderne sociologie, "voor zover iemand kan aanspraak maken op de titel".
De vroege sociologie van Herbert Spencer (1820-1903) kwam in grote lijnen als een reactie op Comte. Voortbouwend op diverse ontwikkelingen in de evolutionaire biologie, probeerde Spencer tevergeefs om de discipline te herformuleren in, wat we nu zouden kunnen omschrijven als, sociaal darwinistische termen. Spencer was in feite een voorstander van lamarckisme in plaats van het darwinisme.

### Andere invloeden
Veel andere filosofen en wetenschappers hadden invloed op de ontwikkeling van de sociologie, zoals theoretici van het sociaal contract en historici, zoals Adam Ferguson (1723-1816). Door zijn theorie over sociale interactie wordt Ferguson wel beschreven als "de vader van de moderne sociologie". Voorbeelden van andere vroege werken, die de term "sociologie" droegen, waren A Treatise on Sociologie van de Noord-Amerikaanse advocaat Henry Hughes en Sociology for the South, or the Failure of Free Society van de Amerikaanse advocaat George Fitzhugh. Beide boeken werden gepubliceerd in 1854, in het kader van het debat over de slavernij in de vooroorlogse VS. Het boek The Study of Sociology van de Engelse filosoof Herbert Spencer verscheen in 1874. Lester Frank Ward, door sommigen beschreven als "de vader van de Amerikaanse sociologie publiceerde Dynamic Sociology in 1883. De Britse Harriet Martineau, een sociale theoreticus van de Whig Party en de Engelse vertaler van veel van Comtes werken, wordt genoemd als "de eerste vrouwelijke socioloog".
Een ander zeer invloedrijk idee bij de eerste generatie sociologen was dat van het organicisme. Dit verwijst naar de idee dat men de samenleving als een organisme moet opvatten. Dit werd vaak gecombineerd met andere ideeën uit de biologie en geneeskunde, wat onder meer resulteerde in sociaal-darwinistische en eugenetische standpunten. Dit is onder meer present bij denkers zoals Herbert Spencer (1820-1903), Paul von Lilienfeld (1829-1903), Albert Schäffle (1831-1903), Ludwig Gumplowicz (1838-1909), William Graham Sumner (1840-1910) en René Worms (1869-1926). Zo titelt een werk van Von Lilienfeld Zur Vertheidigung der Organischen Methode in der Soziologie (1898) en een boek van Worms heet Organisme et société (1896).
Diverse andere sociaal historici en economen zijn erkend als klassieke sociologen, waaronder Robert Michels (1876-1936), Alexis de Tocqueville (1805-1859), Vilfredo Pareto (1848-1923) en Thorstein Veblen (1857-1926). De klassieke sociologische teksten verschillen van die van de politieke filosofie, door hun poging om wetenschappelijk, systematisch, structureel, en/of dialectische te blijven, in plaats van zuiver moreel, normatief of subjectief.

### Vorming van de academische discipline
Klassieke theoretici van de sociologie uit de late 19e en vroege 20e eeuw waren onder meer Gabriel Tarde (1843-1904), Ferdinand Tönnies (1855-1936), Émile Durkheim (1858-1917), Georg Simmel (1858-1918), Max Weber (1864 - 1920), en Karl Mannheim (1893-1947). Veel van deze geleerden beschouwen zichzelf niet als strikt "sociologen" en droegen ook regelmatig bij aan de rechtswetenschap, economie, psychologie en filosofie.

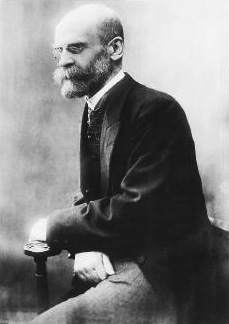
Émile Durkheim

De formele academische sociologie begon met de opzet van Durkheim van de eerste Europese afdeling van sociologie aan de Universiteit van Bordeaux in 1895, en zijn publicatie van Les Règles de la Méthode Sociologique. In 1896 richtte hij het tijdschrift L'Annee sociologique op. In zijn monografie Suicide (1897), een casestudie van suïcide bij katholieke, protestantse en joodse bevolking, onderscheidde Durkheim de sociologische analyse van de psychologie of filosofie. Dit werk was ook een belangrijke bijdrage aan het gedachtegoed van het latere structureel functionalisme.
In de Verenigde Staten werd in 1875 voor het eerst een college met de titel "sociologie" gegeven door William Graham Sumner. Dit college was meer was gebaseerd op de gedachte van de Comte en Herbert Spencer. Het oudste doorlopende college in de Verenigde Staten begon in 1890 aan de universiteit van Kansas gedoceerd door Frank Blackmar. Hier werd in 1891 ook het eerste Departement voor Geschiedenis en Sociologie opgericht. De eerste volwaardige onafhankelijke universitaire afdeling voor sociologie werd in 1892 opgericht aan de Universiteit van Chicago door Albion W. Small (1854-1926). Hij was in 1895 tevens oprichter van de American Journal of Sociology. Amerikaanse sociologie ontwikkelde zich op een breed gebied relatief onafhankelijk van de Europese sociologie. Hierbij waren George Herbert Mead en Charles H. Cooley van de Universiteit van Chicago vooral invloedrijk in de ontwikkeling van het symbolisch interactionisme en de sociale psychologie. Lester Ward benadrukte het centrale belang van de wetenschappelijke methode in zijn publicatie Dynamic Sociology (1883).
In het Verenigd Koninkrijk werd in 1904 de eerste afdeling sociologie opgericht aan de London School of Economics in 1904. In 1919 werd de eerste sociologieafdeling opgericht in Duitsland aan de Ludwig Maximilians-Universiteit van München door Max Weber, die een nieuw antipositivistische sociologie had geïntroduceerd. In 1920 werd in Polen de eerste afdeling opgericht door Florian Znaniecki (1882-1958). Het "Institut für Sozialforschung" aan de Universiteit van Frankfurt, waarnaar later de Frankfurter Schule stroming is vernoemd, werd opgericht in 1923. Zij poneerde de kritische theorie, die na de Tweede Wereldoorlog een eigen leven gaan leiden, en invloed had op als literaire theorie en de culturele studies van de Birmingham School.
Internationale samenwerking in de sociologie begon in 1893 toen René Worms het Institut International de Sociologie oprichtte, dat later werd overschaduwd door de veel grotere International Sociological Association die werd opgericht in 1949. In 1905 werd de tegenwoordig grootste vereniging ter wereld, de American Sociological Association opgericht door Lester F. Ward, die tevens als haar eerste president werd gekozen.

## Twintigste eeuw

### Begin van de twintigste eeuw

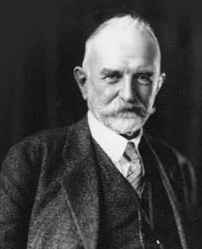
George Herbert Mead

In het begin van de 20e eeuw ontwikkelde de sociologie in de VS op het gebied van zowel de macrosociologie, gericht op de ontwikkeling van de samenleving, als de microsociologie, gericht op alledaagse menselijke sociale interacties. Op basis van de pragmatische sociale psychologie van George Herbert Mead (1863-1931), Herbert Blumer (1900-1987) en de School van Chicago, ontwikkelde sociologen het symbolisch interactionisme.
In de jaren 1920 publiceerde György Lukács zijn Geschichte und Klassenbewußtsein (1923), terwijl een aantal werken van Durkheim en Weber postuum gepubliceerd werden. In de jaren 1930 ontwikkelde Talcott Parsons (1902-1979) zijn actietheorie; een integratie van de studie van de sociale orde met de structurele en voluntaristische aspecten van de macro- en microfactoren, wat in zijn geheel werd geplaatst in een hogere verklarende context van systeemtheorie en cybernetica.
In Oostenrijk en later de Verenigde Staten ontwikkelde Alfred Schütz (1899-1959) fenomenologische sociologie, die later een basis vormde van het sociaal constructivisme. In dezelfde periode ontwikkelde leden van de Frankfurter Schule, zoals Theodor W. Adorno (1903-1969) en Max Horkheimer (1895-1973), de kritische theorie; een integratie van de historische materialistische elementen van het marxisme met de inzichten van Weber, Freud en Gramsci. Deze theorie karakteriseert de kapitalistische moderniteit als een radicaal doortrekken van de ideeën van de Verlichting waardoor dit uitmondt in perverse effecten zoals de Holocaust. Dit is bijvoorbeeld een prominent thema in Dialektik der Aufklärung (1944).
Tijdens het Interbellum werd de sociologie in Oost-Europa ondermijnd door totalitaire regeringen om redenen van voorgewende politieke controle. Na de Russische Revolutie werd de sociologie geleidelijk aan gepolitiseerd, ingepast in het in de gedachtegoed van de Bolsjewieken en later in dat van Stalin, totdat het in de Sovjet-Unie vrijwel ophield te bestaan. In China werd de discipline samen met de semiotiek, vergelijkende taalkunde en cybernetica in 1952 bestempeld als "Bourgeois pseudowetenschap" en verboden, om niet voor 1979 terug te keren. In dezelfde periode, echter, werd sociologie ook ondermijnd door conservatieve universiteiten in het Westen. Men zag het als spreekbuis van liberale of linkse gedachte.

### Vanaf midden twintigste eeuw
In het midden van de 20e eeuw neigde de Amerikaanse sociologie tot meer wetenschappelijkheid, als gevolg van de toenmalige aandacht voor de actietheorie en andere systeemtheoretische benaderingen. De benadering van Parons was, zeker in Amerika, tot de jaren 60 toonaangevend. Sociologen focusten zich vooral op het onderzoeken van normen en waarden en sociale rollen en verwachtingen vanuit functionalistisch en systeemtheoretisch oogpunt. Er waren echter ook andere sociologische benaderingen aan het werk, zoals Robert K. Merton die in 1949 zijn Social Theory and Social Structure publiceerde. Tegen het einde van de jaren 1960, werd sociologisch onderzoek in toenemende mate gebruikt als een instrument door overheden en bedrijven wereldwijd. Sociologen ontwikkelde nieuwe vormen van kwantitatieve en kwalitatieve onderzoeksmethoden. In 1959 publiceerde Erving Goffman The Presentation of Self in Everyday Life, terwijl C. Wright Mills zijn The Sociological Imagination publiceerde. Beide werken stimuleerden het humanistische discours en verwierpen het geabstraheerde empirisme en de "grand theory" van Parsons.

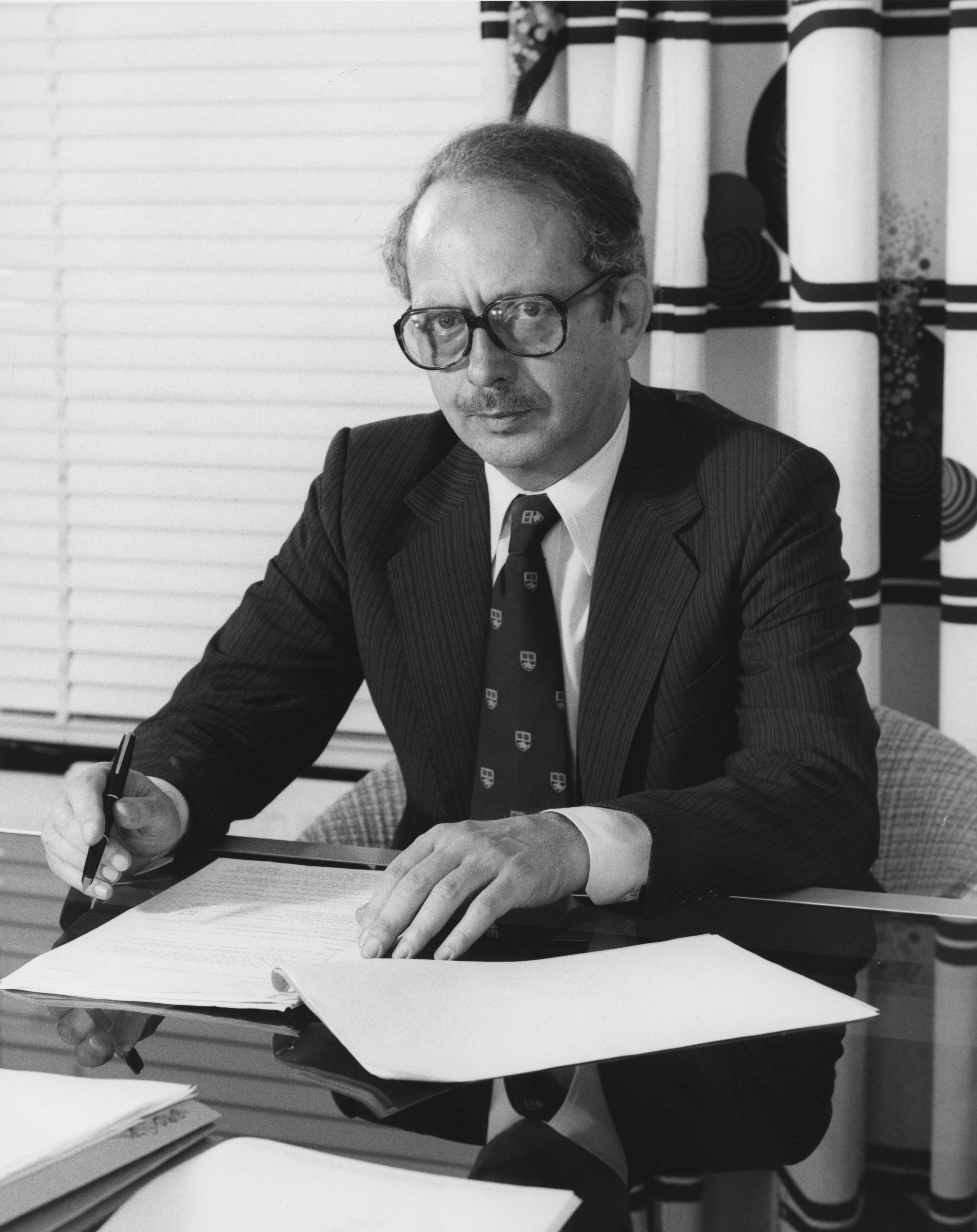
Ralf Dahrendorf, 1980

Parallel met de opkomst van allerlei sociale bewegingen in de jaren 1960 kwam de sociologie ook in beweging. Met name in Groot-Brittannië vonden er verschuivingen plaats door de culturele wending van conflicttheorieën, die de sociale strijd benadrukten zoals het neomarxisme, en de tweede golf van feminisme. Ralf Dahrendorf en Ralph Miliband presenteerde een nieuwe theorie over het klasseconflict in geïndustrialiseerde natiestaten. De godsdienstsociologie bloeide met nieuwe debatten over secularisatie, globalisering, en de definitie van de religieuze praktijk. Theoretici zoals Gerhard Lenski en John Milton Yinger formuleerde "functionele" definities van religie, en richtte zich meer op de vraag "wat een religie doet" in plaats van "wat het is" in vertrouwde termen. Hierbij werden verschillende (nieuwe) sociale instellingen en bewegingen onderzocht op hun religieuze rol. Marxistische theoretici bleven in vergelijkbare bewoordingen het consumentisme en de kapitalistische ideologie onderzoeken. Antonio Gramsci's gevangenisdagboeken (1929-1935) werd uiteindelijk gepubliceerd in het Engels in de vroege jaren 1970.

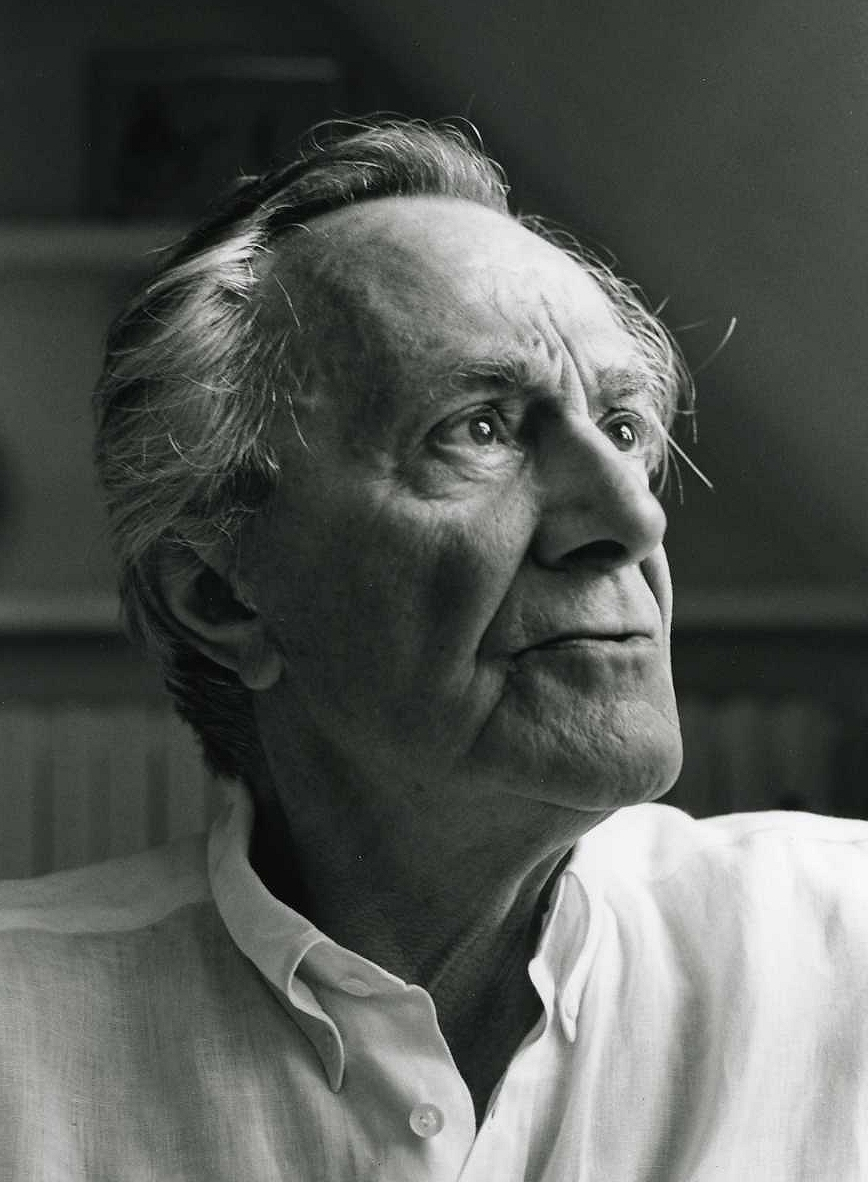
Jean-François Lyotard

Vanaf de jaren 1960 en 1970 kregen opkomende filosofische benaderingen, zoals het structuralisme, poststructuralisme en postmodernisme, voet aan de grond binnen het sociologisch onderzoek en debat. Het structuralisme werd met name gepropageerd door Claude Levi-Strauss, maar was ook van invloed op het werk van auteurs als Louis Althusser, Roland Barthes, Pierre Bourdieu en Michel Foucault. Volgens deze benadering moest met de onderliggende structurele codes zoeken die culturen en sociale fenomenen vormgeven. Analoog aan structuralistisch onderzoek binnen de wiskunde en de linguïstiek, konden ook culturele fenomenen wetenschappelijke geanalyseerd worden in termen van abstracte, vaak dichotome tegenstellingen zoals man-vrouw, zij-wij, normaal-abnormaal. Al snel echter werd dit project opgegeven en verscheidene auteurs, inclusief een hele reeks van deze structuralisten, maar bijvoorbeeld ook Jacques Derrida, uitten dan ook verscheidene vormen van kritiek op dit structuralisme. Retrospectief is men gaan spreken van poststructuralisme als men verwijst naar de auteurs die weliswaar nog in een sterk structuralistische traditie werken, maar de ambitie van een finale en exhaustieve analyse van het sociale hebben opgegeven.
Dit poststructuralisme wordt ook vaak verbonden met het postmodernisme. Postmoderne filosofen, zoals Jean-François Lyotard, stelden dat men de ambitie van een groot overkoepelend verhaal waarin alle sociale fenomenen zouden passen moest opgeven. Eerder dan dat moest men de aandacht richten op fenomenen zoals alteriteit, intertekstualiteit, pastiche (nabootsing van een werk van een bekende auteur) en ironie. Zulke ideeën vindt men binnen de sociologie bijvoorbeeld terug in het werk van Zygmunt Bauman. Gelijkaardige verschuivingen vonden ook plaats binnen marxistisch-geïnspireerde sociolgen, zoals Guy Debord, Jean Baudrillard, en Fredric Jameson. Hoewel deze auteurs de marxistische analyses van hun voorgangers verderzetten, lieten ze vaak de wetenschappelijke pretenties van zo'n marxisme los. Eerder dan een analyse van de 'echte' werkelijkheid, dat door postmoderne filosofen en sociologen als een onzinnig idee wordt verworpen, krijgt men meer aandacht voor de wijze waarop culturele betekenissen spelen en wat de rol van instituties zoals de media daarin is.

### Meer recente ontwikkeling
In de jaren 1980 zijn theoretici buiten Frankrijk zich gaan richten op mondialisering, communicatie en reflexiviteit in termen van een 'tweede' fase van de moderniteit, in plaats van een afzonderlijk nieuw tijdperk op zichzelf. Jürgen Habermas poneerde het communicatieve handelen als een reactie op de postmoderne uitdagingen en het discours van de moderniteit, geënt op de kritische theorie en het Amerikaans pragmatisme. Een andere Duitse socioloog, Ulrich Beck, presenteerde het werk Risikogesellschaft (1992) als een verslag van de wijze waarop de moderne natiestaat is georganiseerd.

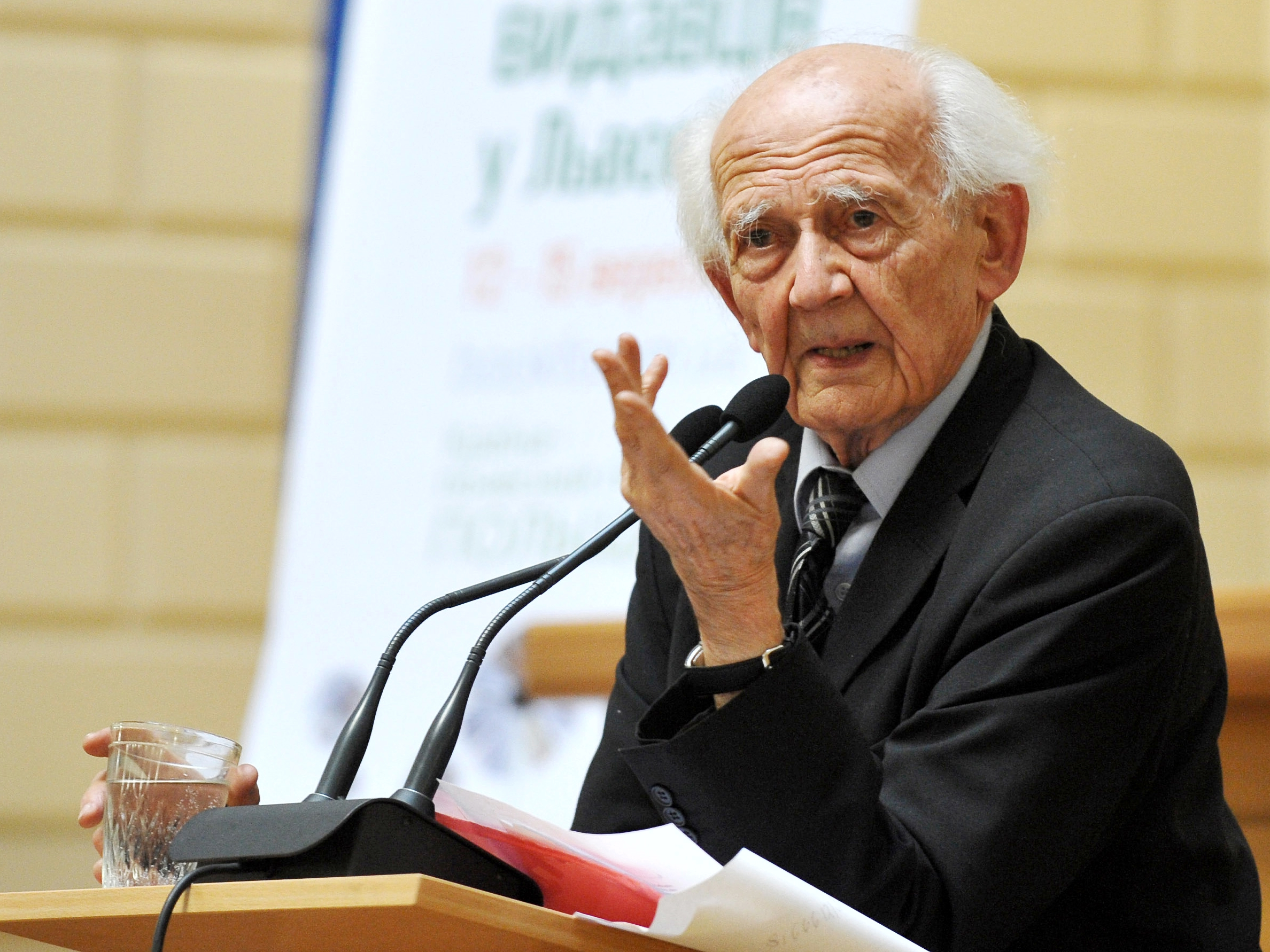
Zygmunt Bauman, 2013

In Groot-Brittannië trachtte Anthony Giddens de terugkerende theoretische dichotomieën met elkaar te verzoenen door middel van structuratietheorie. In de jaren 1990 begin Giddens te werken aan de uitdaging van de "high modernity", evenals "een nieuwe derde weg" politiek, dat een grote invloed had op New Labour in het Verenigd Koninkrijk, en de regering-Clinton in de VS. Terwijl Pierre Bourdieu belangrijke kritieken ontwikkelde omtrent zijn werkzaamheden op cultureel kapitaal, werden bepaalde Franse sociologen, met name Jean Baudrillard en Michel Maffesoli, bekritiseerd voor hun scheppen van verwarring en relativisme.
Functionalistische systeemtheoretici, zoals Niklas Luhmann, bleven aanwezig in de sociologie tot het einde van de eeuw. In 1994 ontving Robert K. Merton de National Medal of Science voor zijn bijdragen aan de wetenschapssociologie. De positivistische traditie is populair tot op de dag van vandaag, met name in de Verenigde Staten. De twee meest geciteerde Amerikaanse tijdschriften, het American Journal of Sociology en de American Sociological Review, publiceren in de eerste plaats onderzoek in de positivistische traditie. Aan de andere kant publiceert het British Journal of Sociology in de eerste plaats niet-positivistische artikelen. De twintigste eeuw zag de verbetering van de kwantitatieve methoden gebruikt in de sociologie. Er was de opkomst van longitudinale studies, die dezelfde populatie gedurende jaren of decennia volgen. Onderzoekers trachten hierbij langetermijnprocessen te bestuderen, en het vermogen om causaliteit te onderkennen te verhogen. Ten gevolge van nieuwe onderzoeksmethoden nam de grootte van de geproduceerd datasets toe, wat leidde tot de uitvinding van nieuwe statistische technieken voor het analyseren van deze gegevens. Analyse op dit gebied wordt tegenwoordig veelal uitgevoerd met statistische software pakketten zoals SAS, Stata, of SPSS. Ook op vlak van kwalitatieve methoden zijn er verschuivingen te zien. Terwijl in de eerste helft van de 20e eeuw vooral de analytische inductie van Florian Znaniecki dominanet was, werd deze later verrijkt door de Grounded Theory van Barney Glaser en Anselm Strauss in de jaren 60 en de door Charles Ragin ontwikkelde methode van Qualitative Comparative Analysis (QCA) in de jaren 1990.
Een nieuw opkomend begrip binnen de sociologie is ook de notie van een 'sociaal netwerk'. De invloed van bijvoorbeeld sociaalnetwerkanalyse is prominent in veel sociologische deelgebieden, zoals in de economische sociologie (met auteurs als J. Clyde Mitchell, Harrison White of Mark Granovetter). In Frankrijk ziet men gelijkaardig de actor-netwerktheorie in belang winnen, met auteurs als Bruno Latour, Michel Callon en John Law.